# Dolmen von Kerlud
Der Dolmen von Kerlud liegt im Weiler Kerlud, gut 1,0 km südwestlich von Locmariaquer im Département Morbihan in der Bretagne in Frankreich. Das jungsteinzeitliche Monument ist seit 1927 als Monument historique eingestuft.

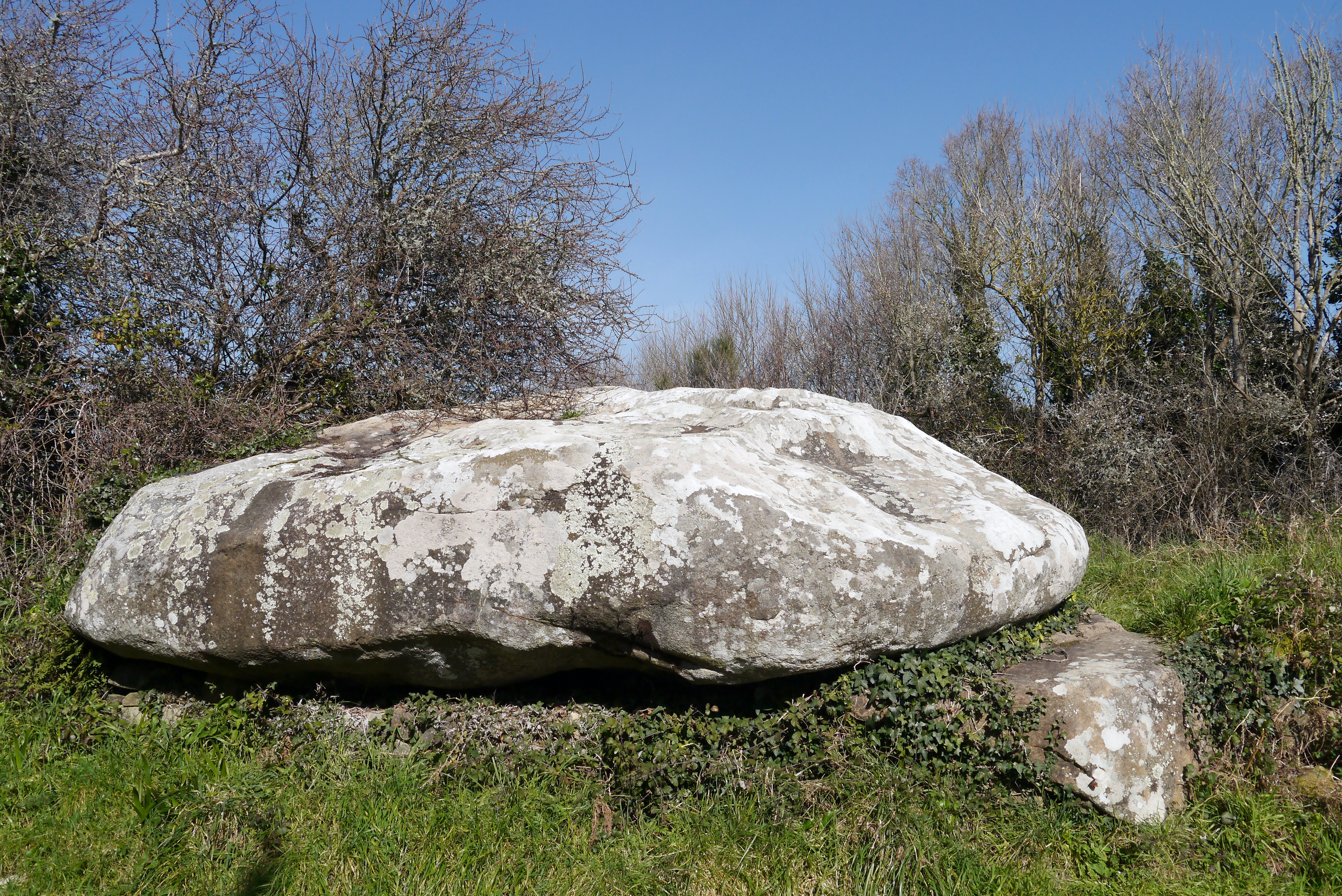
Dolmen von Kerlud

## Geschichte
Der etwa 5500 bis 6000 Jahre alte Dolmen wurde im Jahr 1928 von Zacharie Le Rouzic (1864–1939) restauriert.

## Beschreibung
Kerlud ist ein Gangdolmen (französisch Dolmen à couloir) der sich am Rande der Route de Kerlud erhebt. Das Denkmal besteht aus vier megalithischen Orthostaten, zwischen denen sich breites Trockenmauerwerk befindet. Sie tragen einen etwa 3,5 × 4,0 m messenden Deckstein, der eine annähernd 3,5 × 2,5 m große Kammer bedeckt. Der Gang ist nach Osten, also in Richtung Sonnenaufgang, ausgerichtet. Tumulusreste zeigen, dass der Dolmen einst von einem Hügel aus kleinen Steinen und einer Erd- und Grasschicht bedeckt war.

Dolmen von Kerlud
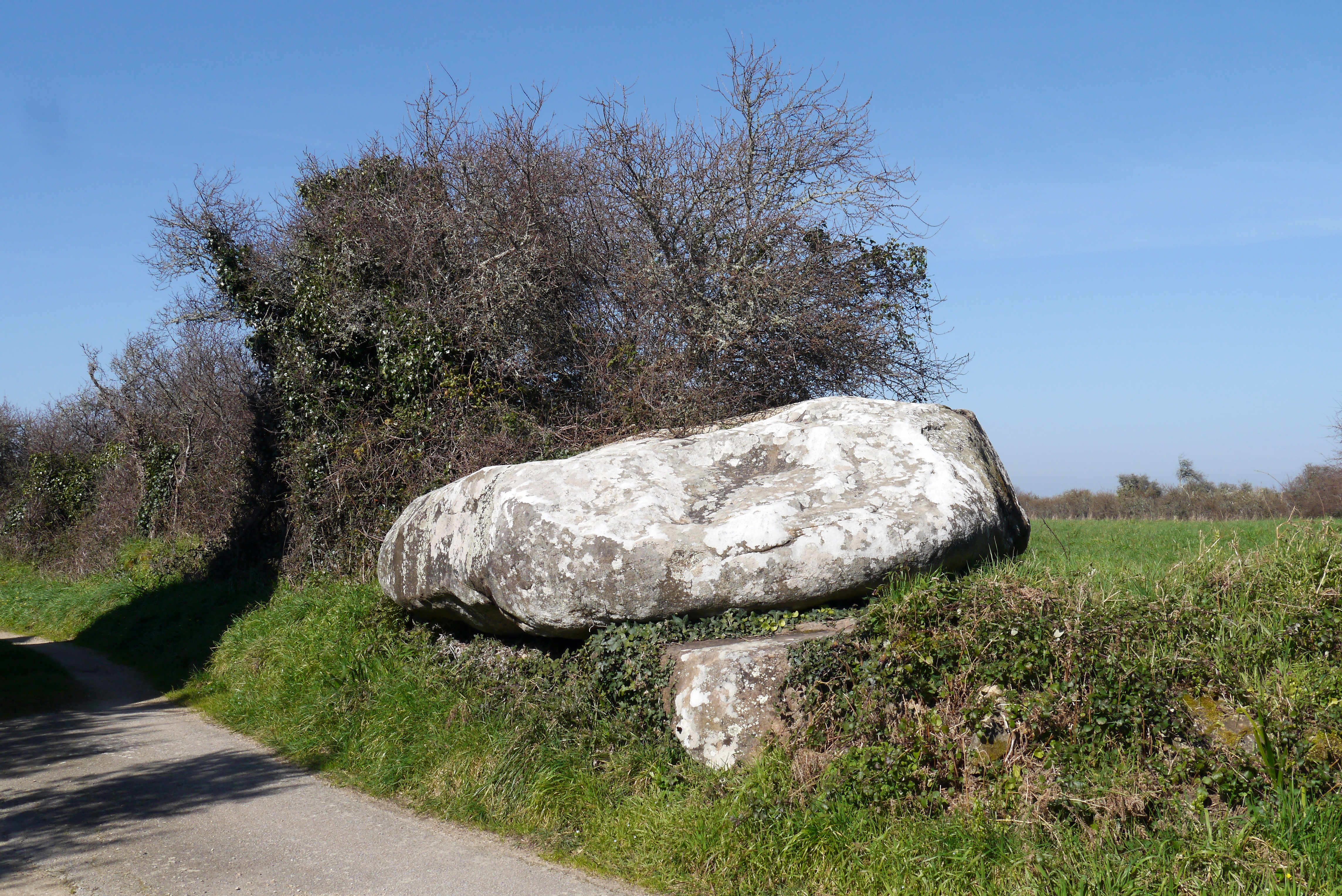
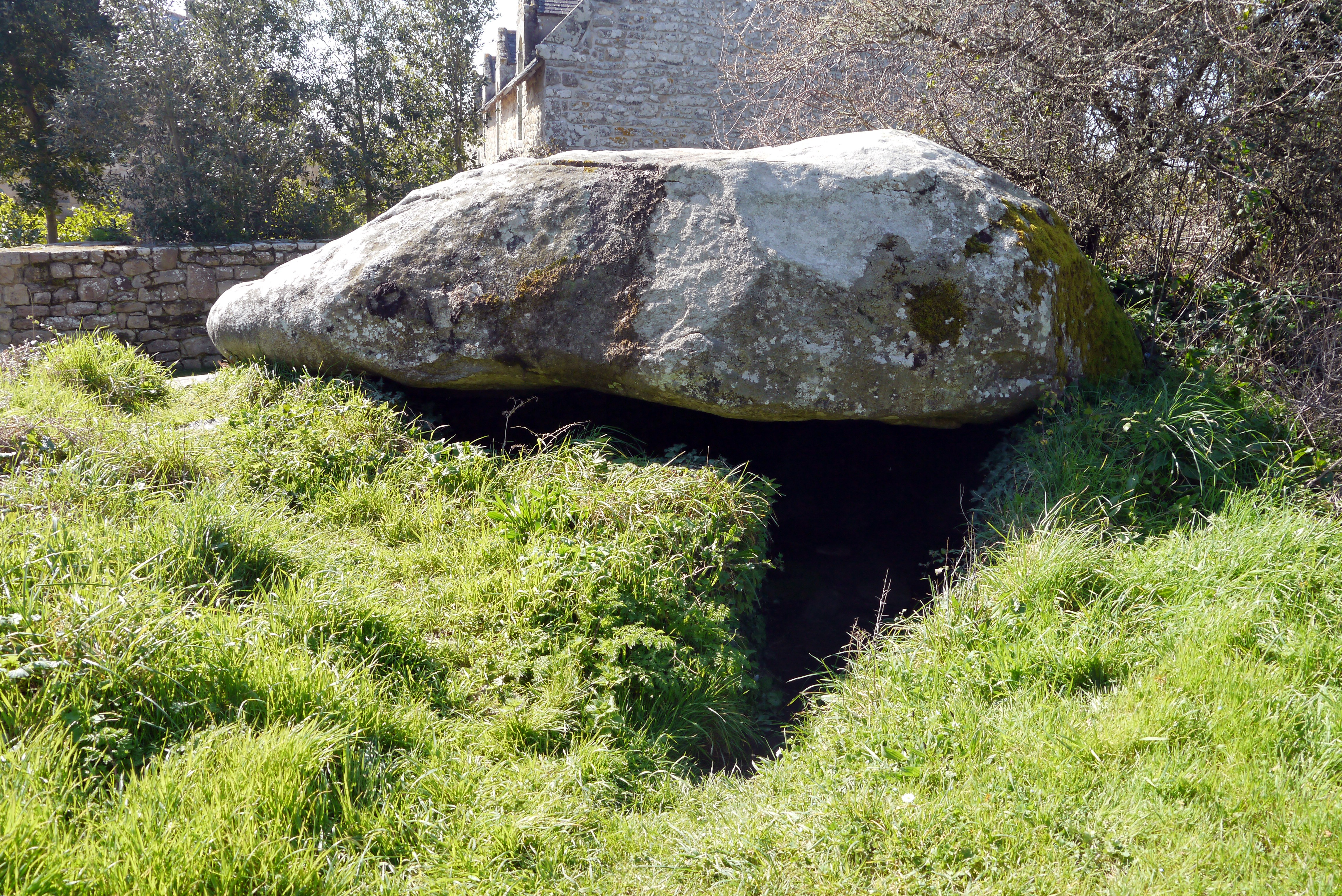
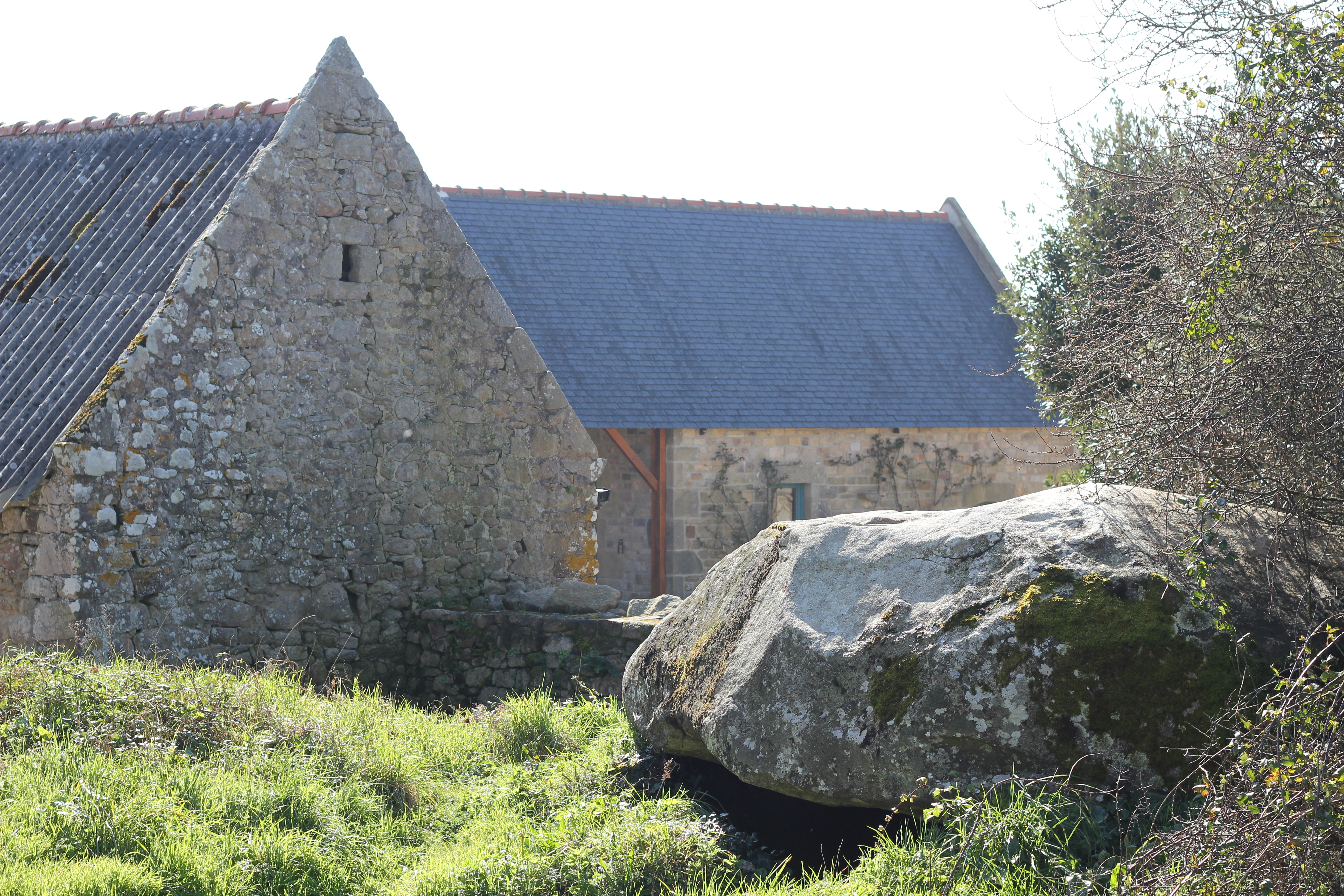